# Chamaebryum
Chamaebryum là một chi rêu trong họ Gigaspermaceae.